# 14098 Šimek
(14098) Šimek, denumire internațională (14098) Simek, este un asteroid din centura principală de asteroizi.

## Descriere
14098 Šimek este un asteroid din centura principală de asteroizi. A fost descoperit pe 24 august 1997 la Modra de Adrián Galád și Alexander Pravda. Asteroidul prezintă o orbită caracterizată de o semiaxă mare de 2,94 ua, o excentricitate de 0,08 și o înclinație de 2,5° în raport cu ecliptica.